# AM (Arctic Monkeys)
AM is het vijfde studioalbum van de Engelse rockband Arctic Monkeys. Het werd wereldwijd uitgebracht op 9 september 2013 door Domino Records. Er zijn tot nu toe zeven singles uitgebracht: "R U Mine?" , "Do I Wanna Know?" , "Why'd You Only Call Me When You're High?" , "One for the Road" , "Arabella", "Snap Out of It" en "Fireside".

## Tracklisting
Alle teksten zijn geschreven door Alex Turner, tenzij aangegeven, alle muziek is geschreven door de Arctic Monkeys.
| 1.                 | Do I Wanna Know?                         |                            | 4:32 |
| 2.                 | R U Mine?                                |                            | 3:20 |
| 3.                 | One for the Road                         |                            | 3:26 |
| 4.                 | Arabella                                 |                            | 3:27 |
| 5.                 | I Want It All                            |                            | 3:04 |
| 6.                 | No.1 Party Anthem                        |                            | 4:03 |
| 7.                 | Mad Sounds                               | Turner, Alan Smyth         | 3:35 |
| 8.                 | Fireside                                 |                            | 3:01 |
| 9.                 | Why'd You Only Call Me When You're High? |                            | 2:42 |
| 10.                | Snap Out of It                           |                            | 3:12 |
| 11.                | Knee Socks                               |                            | 4:17 |
| 12.                | I Wanna Be Yours                         | Turner, John Cooper Clarke | 3:04 |
| Totale duur: 41:43 |                                          |                            |      |